# 井上白文地
井上 白文地（いのうえ はくぶんじ、1904年2月24日 - 1946年5月行方不明）は、福井県出身の俳人。

## 経歴
出生名・岸本久七。敦賀生まれ。1906年、報恩寺住職の養子となり、井上隆證（りょうしょう）と改称。法華寺学林、第三高等学校を経て、1928年京都帝国大学文学部哲学科を卒業。その後関西大学、立命館大学などで講師として教鞭を取る。
俳句は高校時代にはじめ、「京鹿子」「ホトトギス」「馬酔木」に投句。京大三高俳句会を復興し「京大俳句」を平畑静塔らと創刊。時事的な句や評論を執筆。当時の句に、反戦的と思われる「往く人の母は埋れぬ日の丸に」(1937年)、「我講義軍靴の音にたゝかれたり」(1937年）等がある。そのため、1940年2月、京大俳句事件の第一次検挙に連座したが、不起訴。しかしこの事件により、内定していた関西大学教授のポストが反故になった 。1945年応召、朝鮮でソ連軍捕虜となり、1946年5月25日、延吉市の収容所から他地域へ送られて以降消息を絶つ。
1981年、永田書房より『井上白文地遺集』刊。1982年、遺体が見つからないまま、戦時死亡宣告が確定した。2005年、ゆかりの寺である姫路市飾磨区の法華宗妙諦寺にて代表句「我（わが）講義軍靴の音にたゝかれたり」句碑が建てられている。